# 飯塚恵子
飯塚 恵子（いいづか けいこ）は、日本のジャーナリスト。読売新聞編集委員。

## 人物
東京都に生まれる。上智大学外国語学部卒業後、1987年に読売新聞社入社。主に政治部記者として、首相官邸、自由民主党、外務省、防衛庁、那覇駐在を担当。途中、フレッチャー法律外交大学院で外交学修士修了。
政治部デスク、ロンドン特派員、ブルッキングス研究所客員研究員、論説委員、アメリカ総局長、国際部長を経て、編集委員を務める。  
BS日テレで放送されている深層NEWSに2019年9月30日からコメンテーターとして出演している。  
東京大学先端科学技術研究センターに設置されている先端研・創発戦略研究オープンラボの新領域セキュリティの諸課題に関する分科会で委員を務めている。  

## 著書
『ドキュメント誘導工作 : 情報操作の巧妙な罠』中央公論新社、2019年